# Compact Cassette

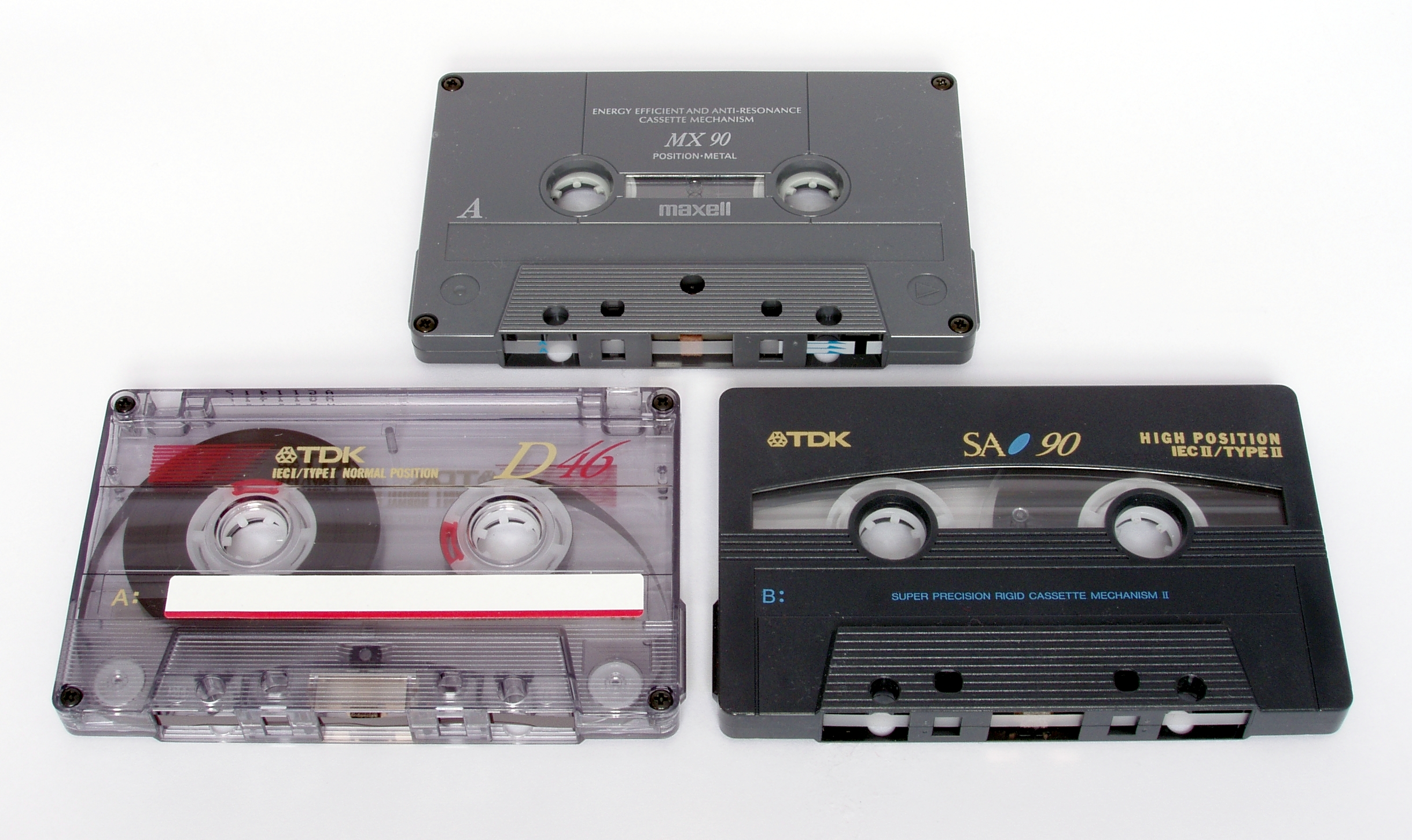
Különféle márkájú és típusú Compact Cassette rendszerű kazetták

A Compact Cassette egy hangrögzítési technológiára vonatkozó szabvány, valamint egyben a legelterjedtebb kazettarendszer volt. A rendszer a holland Lou Ottens nevéhez fűződik, aki 1963-ban találta azt fel a Philips cég mérnökeként. 1964-ben kezdték el a sorozatgyártását Németországban. Az eleinte csak nagyon szerény hangminőséget biztosító mono rendszer gyors ütemű fejlődés után már viszonylag jó minőségű sztereó hang rögzítésére és visszaadására is képessé vált, kompromisszumok árán ugyan, de forradalmasította a zenehallgatást.
Mivel zenei rögzítésre gyakorlatilag csak ezt a kazettát használták, Magyarországon a felhasználók egyszerűen magnókazettának, vagy kompaktkazettának nevezték.

## Műszaki specifikációk
- Szalagszélesség: 3,81 mm
- Lejátszási/felvételi szalagsebesség: 4,76 cm/sec

A Compact Cassette rendszerű szabványos geometriájú műanyag kazettatestbe épített orsókon rögzített 3,81 mm széles magnószalag leggyakrabban 60, 90 vagy 120 perc teljes műsoridőt tett lehetővé (oldalanként értelemszerűen ezek fele értendő) kétszer negyedsáv sztereó, vagy félsáv monó szalagfelosztásban. Mágnesezhető anyaga vékony műanyag fóliára speciális technológiával felhordott diszperzió, melynek jelrögzítésért felelős aktív komponense lehet:
- vas(III)-oxid
- króm-dioxid
- ferrokróm
- metal (elemi vas)

Felsoroltak kötőlakk hordozóba ágyazott finomszemcsés rétegek, amelyek anyagszerkezeti okokból inhomogén jelhordozók. Homogén mágneses jelrögzítőnek az utolsóként kifejlesztett ún. metál szalag tekinthető, ennek mágnesezhető anyaga igen vékony rétegben vákuumtechnológiás gőzölögtetéssel felhordott egybefüggő elemi vas.
A használatukra kifejlesztett kompakt kazettás magnókban felvételkor és lejátszáskor a szalagtovábbítás sebessége 4,76 cm/sec.
A Compact Cassette rendszer a felvevő és lejátszó apparátustól függően, optimális körülmények biztosítása mellett alkalmas a DIN 45 500 sorozatú szabvány szerinti „HI-FI” (high fidelity) „nagy hanghűség” megvalósítására.

## Készülékek
A Compact Cassette rendszer kezelésére kifejezetten erre a célra gyártott készülékek szolgálnak. Eleinte főként egyszerű, viszonylag kisméretű, hordozható gépek készültek, az általuk biztosított minőség szerény volt, de lehetővé tették a saját zenegyűjtemény hallgatását pl. utcán, nyaralóban is. Ezután hamarosan megjelentek a rádióvevővel egybeépített, a rádióadásokból felvenni képes hordozható rádiómagnók, ezek hatalmas méretű változatait használták az 1980-as évek break-táncosai. 
Az 1970-es évek során megjelentek az egyszerűbb sztereó kazettás deckek, majd 1980 után az úgynevezett Hifi-tornyok, melyekben a fő zenetároló rendszer egy jó minőségű, sztereó kazettás magnó volt, népszerű nevén magnódeck. A magnódeck egy szabványos méretű készülékházba épített, a Hifi-torony formavilágához illeszkedő, felvételre és lejátszásra alkalmas egység. Erősítő és hangszóró nincs benne. Folyamatos fejlődése során komoly változásokon ment át. A Deprez-műszeres kijelzőt felváltotta a vákuum-FL kijelző, a mechanikus nyomógombokat a motor-rásegítéses soft-touch, majd logic-control megoldás. A komolyabb készülékeken kettős tengely, oda-vissza játszás, a felvétel azonnali ellenőrzése végett 3 fej is esetenként megtalálható volt. Más készülékek két mechanikát tartalmaztak, lehetővé téve a közvetlen másolást. 
Több, speciális felhasználási terület is kialakult, pl. az autómagnó, a fejhallgatóval működő utcai walkman, mindkettő a maga területén forradalmasította a zenehallgatást.
Egyéb felhasználási mód volt a kisméretű, beépített mikrofont tartalmazó diktafon, valamint a telefonhoz köthető üzenetrögzítő. 
Professzionális célra kazettás riportermagnók is készültek, sőt, a termék bevonult az orvosi diagnosztikába is, a szív működését és a vérnyomást figyelő, testen hordott készülékek kompakt kazettára rögzítették a mérési adatokat.
Egyes korai otthoni számítógépek az adatokat és a programokat a hozzá vezetéken kapcsolt kazettás magnón tárolták.

## Előmágnesezés és korrekció
Az eredetileg besorolatlan kazettákat később 4 csoportba sorolták (I.E.C. 1-4), az alapanyagtól és gyártási eljárástól függően. Mind a négy csoportnak más előmágnesezésre (bias) és magashang-korrekcióra volt szüksége az optimális hangminőséghez. A kazettát a felső részen elhelyezkedő nyílások által, mechanikus érzékelővel tudták a gépek felismerni. A komolyabb, 1980 utáni gépek mind a négy kategóriát képesek voltak felismerni és kezelni, a legelsők, vagy később a legolcsóbbak nem. 
Az I.E.C. besorolás a négy fő csoport paramétereit pontosan meghatározta, de mivel a gyakorlatban minden gyártó kazettája eltért, a komolyabb gépek kézi előmágnesezési beállítással is rendelkeztek, a legkomolyabbak (pl. Hitachi D-E99, AIWA AD-F990) automatikus próbafelvételt tudtak készíteni, ezzel az előmágnesezést és korrekciót az adott szalagra a lehető legpontosabban határozták meg. A későbbi, jellemzően az 1990-es évek utáni jobb minőségű alap készülékek többsége is tudta az előmágnesezés automatikus és kézi (próbafelvételes) korrekcióját (pl. YAMAHA KX-393).

## Zajcsökkentés
A kazetták egyik fő problémája a lejátszás közben hallható folyamatos sistergés volt. Ennek kiküszöbölésére több megoldás is született. Magyarországon pl. a BRG próbálkozott az Ex-Ko rendszerrel, világszerte azonban a Dolby Laboratories Inc. eljárása vált általánossá. A bonyolult eljárás lényege az volt, hogy felvételkor az éppen aktuális pillanatnyi hangerőt is figyelembe véve a magas hangok kiemelésre kerültek, majd lejátszáskor azonos mértékben csökkentésre, ezáltal a szalag saját zaja jóval kevésbé volt hallható halk részeknél. Hangos részeknél a rendszer gyakorlatilag kikapcsolt, mert a szalagzajt elnyomta maga a hangos zene.
Többféle Dolby-eljárás is létezett, ezek a Dolby B, C és HX-Pro (a Dolby-A mozikban volt használatos). A kazettás gépek egyik minősítési jelzője volt, hogy melyiket voltak képesek kezelni. Noha az eljárás, főként a Dolby-C igen hatékonyan csökkentette a szalagzajt, az igényes zenehallgatók nem szerették, mert véleményük szerint kipusztította a zene finom részleteit, az MP3-hoz hasonlóan.

### Trükközések a minőség javítására
Sok használó úgy próbálta meg gyengébb gépének és olcsó kazettájának magashang-visszaadását javítani, hogy felvételkor bekapcsolta a Dolbyt, lejátszáskor viszont nem, így a magas hangok visszaadása határozottan javult, a megnövekedett szalagzaj rovására. Mások az előmágnesezést állították alacsonyabbra, ezzel szintén javult a magas hangok visszaadása, a torzítás viszont enyhén növekedett. A zaj csökkentésére sokan a halk zenei részleteket óvatosan felhangosították felvételkor, ezáltal a jel-zaj viszony relatíve csökkent.

### Írásvédelem
A kazetták használatának egyik lehetséges problémája a már műsort tartalmazó felvételek véletlen törlése. Ennek kivédésére minden kazetta tartalmaz egy védelmi szerkezetet, hogy megakadályozza az újra-felvételt és a fontos anyagok véletlen törlését. A kazetta egyik, a szalaggal átellenes oldalán van két műanyag fül, lejátszási oldalanként egy-egy. (Ha a kazetta címkéje szembenéz velünk és a szalag alul fut, akkor annak az oldalnak az írásvédő füle a tető bal oldalnál van.) Ezt a műanyag fület ha kitörik, írásvédetté válik a szalag, ugyanis ezen fül hiányát a mechanikus érzékelő megakadályozza a felvétel funkció használatát. Ha később mégis szeretnénk felvételt készíteni a kazettára, egy darab ragasztószalagot (celluxot) a kitört fül fölé tehetünk, ezzel megszüntetve az írásvédelmet.

### Játékidő és szalaghossz
- C-14 - 7 perc oldalanként
- C-30 - 15 perc oldalanként
- C-46 - 23 perc oldalanként
- C-60 - 30 perc oldalanként, 88 ill. 90 méter
- C-74 - 37 perc oldalanként
- C-80 - 40 perc oldalanként
- C-90 - 45 perc oldalanként, 132 ill. 135 méter
- C-100 - 50 perc oldalanként
- C-110 - 55 perc oldalanként
- C-120 - 60 perc oldalanként
- C-180 - 90 perc oldalanként

Szalaghosszat mérnek általában, de a kazettákat lejátszási időben adják meg. A legnépszerűbb szalagok a C46-os (23 perc per oldal), C60-as (30 perc per oldal), C90-es (45 perc per oldal), és C120-as (60 perc per oldal). A C46 és C60 hosszú szalagokra 15-16 mikrométer vastagság jellemző. A C90-es 10-11 mikrométer, a C120-as csak 9 mikrométer vastag, miközben hajlamosabb a nyúlásra. Néhány gyártó másoknál meglehetősen nagylelkűbb, mert 129 méteres szalagnál 132 vagy 135 métert nyújt a vevőnek egy C90-es kazettán. A C180 és C240-es szalagok is elérhetőek voltak egykor, de ezek rendkívül vékonyak, és emiatt „törékenyek” voltak, amely alkalmatlanná tette őket általános használatra. Másfajta hosszúságban is volt kazettája néhány gyártónak, köztük C10 és C15, (ezeket adatok lementésére és programok tárolására használták otthon, a korai számítógépeken, pl.: VIC-20, C-64, ZX Spectrum stb.) C30, C50, C54, C64, C70, C74, C80, C84, C100, C105, és C110.

## Szalagtípusok

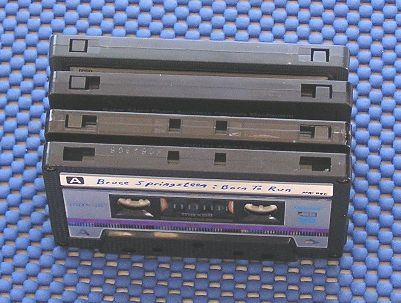
Három IEC típus és az írásvédelmi fül

A kazetták szalagjainak alapját egy poliészter típusú műanyag fólia képezi, amelyre többnyire (de nem kizárólagosan) ragasztóanyagba keverve hordják fel a jelrögzítő mágneses anyagot. Száradás után polírozzák, csíkokra vágják, majd kazettaházakba töltik. 
Az eredeti mágneses anyag gamma vas-oxid volt (Fe2O3), az alacsony szalagsebesség miatt többnyire gyenge hangminőséggel, magas zajjal. 
Körülbelül 1970-ben a 3M Company kifejlesztett egy kobalttal kevert szalagot, ezek a dupla-bevonó technikával készült szalagok erősítették a kimeneti jelszintet. Ez a termék mint „High Energy” lett piacra dobva a Scotch márkanév alatt. Mivel magasabb kimeneti jelszintet biztosított, relatíve alacsonyabb szalagzaj jelentkezett. Sok gyártó vasoxid és kobalt-oxid keverékét egy rétegben hordta fel.
Az 1970-es évek közepén jelentek meg a vas-oxid helyett króm-dioxiddal készült kazetták. A magas hangok visszaadása tekintetében lényegesen jobbak, a kimeneti jelszint tekintetében rosszabbak voltak a vas-oxid kazettáknál. A problémát az úgynevezett Superchrom kazetták voltak hivatottak kiküszöbölni. 
Harmadik kazettafajta a dupla rétegű vaskróm. Az alsóbb réteg vas-oxid a jó kimeneti jelszint, a felső réteg krómdioxid, a jó magashang-visszaadás végett. 
A kazetták fejlődésnek utolsó állomása a gőzölt elemi vasat tartalmazó Metal. Minden szempontból jobb volt elődeinél, de a bonyolult készítési eljárás miatt a hangminőség folyamatosan ingadozott. Ennek kiküszöbölésére vas-oxid helyett vaspigmenteket tartalmazó, de ragasztóanyaggal készült, egyenletesebb minőségű Metal szalagokat is készítettek.
A kazetták házán is történtek apróbb változtatások, ezek legfontosabbja a szalag belső terelését végző Security Mechanism alkalmazása volt. Egyes gyártók átlátszó kazettaházakat is alkalmaztak, bennük apró kis orsókkal, melyek a szalagos magnókra emlékeztettek. Különleges minőségű kazetta volt a műanyag helyett porcelán-kompozit házas SONY típus.
- Alapanyaguk szerint néhány típus
  1. típus - vas-oxid (vörös vas-oxidos), (Fe2O3)
  2. típus - króm-dioxid (CrO2)
  3. típus - ferrokróm (FeCr) vas és króm
  4. típus - metál (Fe) vákuumgőzölögtetéses technológiával felhordott elemi vas, mint homogén jelhordozó.

- IEC típus szerint
  - Type-I/IEC I Normal Position (vas-oxid kazettákhoz)
  - Type-II/IEC II High Position (króm kazettákhoz)
  - Type-III/IEC III MetalChrom Position (ferrokróm kazettákhoz)
  - Type-IV/IEC IV Metal Position (metal kazettákhoz)

## Néhány magnókazetta fontosabb jellemzői
|                 | Maximum Output Level (dB re 400-Hz Dolby Level) |                        |                        |                        |                              |                              |                              |                 |                                  |                                  |                 |           |            |
|                 |                                                 | 3% Harmonic Distortion | 3% Harmonic Distortion | 3% Harmonic Distortion | 3% Twin-Tone Intermodulation | 3% Twin-Tone Intermodulation | 3% Twin-Tone Intermodulation |                 | High-Frequency −3 dB Point (kHz) | High-Frequency −3 dB Point (kHz) |                 |           |            |
| Tape            | Type                                            | 100                    | 400                    | 1k                     | 2k                           | 5k                           | 10k                          | S/N Ratio (dBA) | 0-dB Input Level                 | −20-dB Input Level               | Mod. Noise (dB) | Bias (dB) | Sens. (dB) |
| BASF LH-MI      | I                                               | +4.0                   | +4.8                   | +5.6                   | +0.8                         | −2.4                         | −8.8                         | 58.3            | 10.6                             | —                                | −45.7           | +0.4      | −0.3       |
| Maxell UR       | I                                               | +3.9                   | +4.3                   | +4.4                   | +0.5                         | −2.5                         | −9.0                         | 57.0            | 9.8                              | —                                | −43.8           | −0.5      | 0.0        |
| Maxell UD-XL I  | I                                               | +6.5                   | +6.8                   | +6.8                   | +0.8                         | −2.0                         | −8.5                         | 58.8            | 10.0                             | 23.9                             | −46.3           | +0.1      | +0.9       |
| Sony HF         | I                                               | +2.0                   | +2.4                   | +2.5                   | −0.9                         | −4.1                         | −10.3                        | 54.3            | 8.9                              | —                                | −36.1           | −0.9      | −1.0       |
| TDK D           | I                                               | +2.6                   | +3.5                   | +4.5                   | 0.0                          | −3.1                         | −9.6                         | 55.5            | 9.3                              | 22.9                             | −45.4           | −0.1      | −1.0       |
| TDK AD          | I                                               | +3.8                   | +6.2                   | +6.2                   | +1.3                         | −1.7                         | −8.2                         | 60.3            | 9.9                              | 23.2                             | −44.3           | +0.5      | −0.3       |
| BASF CR-Mll     | II                                              | +4.8                   | +5.4                   | +4.0                   | −4.0                         | −8.3                         | −12.8                        | 63.0            | 7.3                              | —                                | −51.0           | +1.0      | +1.0       |
| Maxell UD-XL II | II                                              | +4.4                   | +5.2                   | +5.1                   | −2.1                         | −5.6                         | −10.6                        | 60.4            | 9.2                              | 22.1                             | −48.0           | −0.1      | +1.7       |
| Memorex CDXII   | II                                              | +5.7                   | +6.3                   | +6.1                   | −0.4                         | −3.1                         | −6.9                         | 61.2            | 11.9                             | —                                | −47.4           | +1.3      | +2.9       |
| TDK SA          | II                                              | +3.4                   | +4.4                   | +4.9                   | −1.9                         | −5.7                         | −11.2                        | 60.9            | 8.9                              | 20.3                             | −47.2           | +0.1      | +1.1       |
| TDK SA-X        | II                                              | +3.7                   | +4.4                   | +3.6                   | −2.8                         | −7.3                         | −11.5                        | 63.2            | 7.8                              | 23.8                             | −47.8           | +1.0      | +1.6       |
| Maxell MX       | IV                                              | +8.0                   | +9.1                   | +9.5                   | +2.3                         | −1.9                         | −6.8                         | 62.7            | 12.5                             | 25.0                             | −50.4           | +0.1      | +0.8       |
| Sony Metal-ES   | IV                                              | +8.8                   | +10.2                  | +10.3                  | +2.1                         | −2.4                         | −7.1                         | 66.0            | 12.5                             | —                                | −50.8           | +0.6      | +2.0       |

| Kazetta | Kazetta                        | Frekvenciamenet (Hz/dB) | Frekvenciamenet (Hz/dB) | Frekvenciamenet (Hz/dB) | Frekvenciamenet (Hz/dB) | Frekvenciamenet (Hz/dB) | Frekvenciamenet (Hz/dB) | Frekvenciamenet (Hz/dB) |
| Gyártó  | Tpus                           | 50                      | 315                     | 1000                    | 3150                    | 10000                   | 14000                   | 16000                   |
| ------- | ------------------------------ | ----------------------- | ----------------------- | ----------------------- | ----------------------- | ----------------------- | ----------------------- | ----------------------- |
| BASF    | FE L90                         | -0.9                    | 2.8                     | 2.8                     |                         |                         |                         |                         |
| BASF    | FE L100                        | -0.5                    | 3.3                     | 3.5                     |                         |                         |                         |                         |
| BASF    | CE 90                          | -1.7                    | 2.2                     | 0.5                     |                         |                         |                         |                         |
| BASF    | CE 100                         | -1.9                    | 2.2                     | 0.4                     |                         |                         |                         |                         |
| BASF    | Studio Master 468 76.2 cm/s    |                         |                         | 0.5                     |                         | 1.5                     |                         | 2.5                     |
| BASF    | Studio Master 468 38.1 cm/s    |                         |                         | -0.5                    |                         | 1.5                     |                         | 1.5                     |
| BASF    | Studio Master 468 19.05 cm/s   |                         |                         | 0.5                     |                         | 1.5                     |                         | 1.5                     |
| TDK     | AR 90                          | 3.2                     | 6.4                     | 5.1                     |                         |                         |                         |                         |
| TDK     | AR 100                         | 2.8                     | 5.3                     | 4.1                     |                         |                         |                         |                         |
| TDK     | SA 90                          | -1.4                    | -2.3                    | 1.3                     |                         |                         |                         |                         |
| TDK     | SA 100                         | -2.1                    | 1.4                     | 0.5                     |                         |                         |                         |                         |
| TDK     | MA 90                          | 1.9                     | 5.9                     | 6.1                     |                         |                         |                         |                         |
| TDK     | MA 110                         | 2                       | 5.8                     | 6.1                     |                         |                         |                         |                         |
| Denon   | HD6 90                         | -2.8                    | 0.7                     | -0.2                    |                         |                         |                         |                         |
| Denon   | HD6 100                        | -1.9                    | 2                       | 1                       |                         |                         |                         |                         |
| Denon   | HD8 90                         | -0.6                    | 3.1                     | 2.1                     |                         |                         |                         |                         |
| Denon   | HD8 100                        | -1.1                    | 2.1                     | 0.9                     |                         |                         |                         |                         |
| Maxell  | XLII 90                        | -3.4                    | 1.2                     | 0.2                     |                         |                         |                         |                         |
| Maxell  | XLII 100                       | -2.9                    | 1                       | 0.4                     |                         |                         |                         |                         |
| Maxell  | XLII-S 90                      | -3.3                    | 0.1                     | -0.4                    |                         |                         |                         |                         |
| Maxell  | XLII-S 100                     | -3.3                    | 0                       | -0.5                    |                         |                         |                         |                         |
| Maxell  | MX 90                          | 1.2                     | 4.9                     | 4.1                     |                         |                         |                         |                         |
| Maxell  | MX 100                         | 1.1                     | 5.1                     | 5                       |                         |                         |                         |                         |
| Memorex | HBS-II 90                      | -3                      | 0.5                     | 0.4                     |                         |                         |                         |                         |
| Memorex | HBS-II 100                     | -3.5                    | 0.6                     | 0                       |                         |                         |                         |                         |
| ECP     | AT-10SW                        |                         | -1                      |                         | -0.5                    | 0.5                     | 1                       |                         |
| ECP     | AT-11A                         |                         | -1                      |                         | -0.5                    | 0.5                     | 1                       |                         |
| ECP     | AT-12A                         |                         | -0.5                    |                         | 0                       | 0.5                     | 1                       |                         |
| ECP     | AT-18A                         |                         | -1                      |                         | -0.5                    | 0.5                     | 1                       |                         |
| RMG     | Studio Master SM911 76.2 cm/s  |                         |                         | 1.5                     |                         | 1.5                     |                         | 1.5                     |
| RMG     | Studio Master SM911 38.1 cm/s  |                         |                         | 1.5                     |                         | 2.5                     |                         | 3                       |
| RMG     | Studio Master SM911 19.05 cm/s |                         |                         | 1                       |                         | 0.5                     |                         | 0.5                     |
| RMG     | PER528 76.2 cm/s               |                         |                         | 0                       |                         | 1                       |                         | 1.5                     |
| RMG     | PER528 38.1 cm/s               |                         |                         | 0                       |                         | 0.5                     |                         | 1                       |
| RMG     | PER528 19.05 cm/s              |                         |                         | 0                       |                         | 2                       |                         | 2                       |

## Alkatrészei
- alsó és felső kazettaház
- a nem-átlátszó házakon egy-egy kis plexi szalagfigyelő ablak
- a ház és a szalag között mindkét oldalon csúszást megkönnyítő betétlapocskák
- általában 5 rögzítőcsavar
- két orsó, bennük egy-egy rögzítőpöcök
- két terelőhenger az alsó sarkokban
- esetenként az SM mechanika két fülecse
- szalagnyomó bronz lapocska, rajta filc kockával
- árnyékoló permalloy lemezke a nyomófilccel szemben
- gyári címke a kazettaház mindkét oldalán
- szalag, mindkét végén kb. 20 centiméteres átlátszó befűzőszalaggal
- gyári tok két műanyag részből
- első oldalán a márkafeliratot, hátsó oldalán többnyire előre nyomtatott, kitölthető műsorlistát tartalmazó betétlap
- esetenként különleges alkatrészek is lehetnek, pl. a magnószalagok orsóit utánzó miniatűr orsók

### Képek

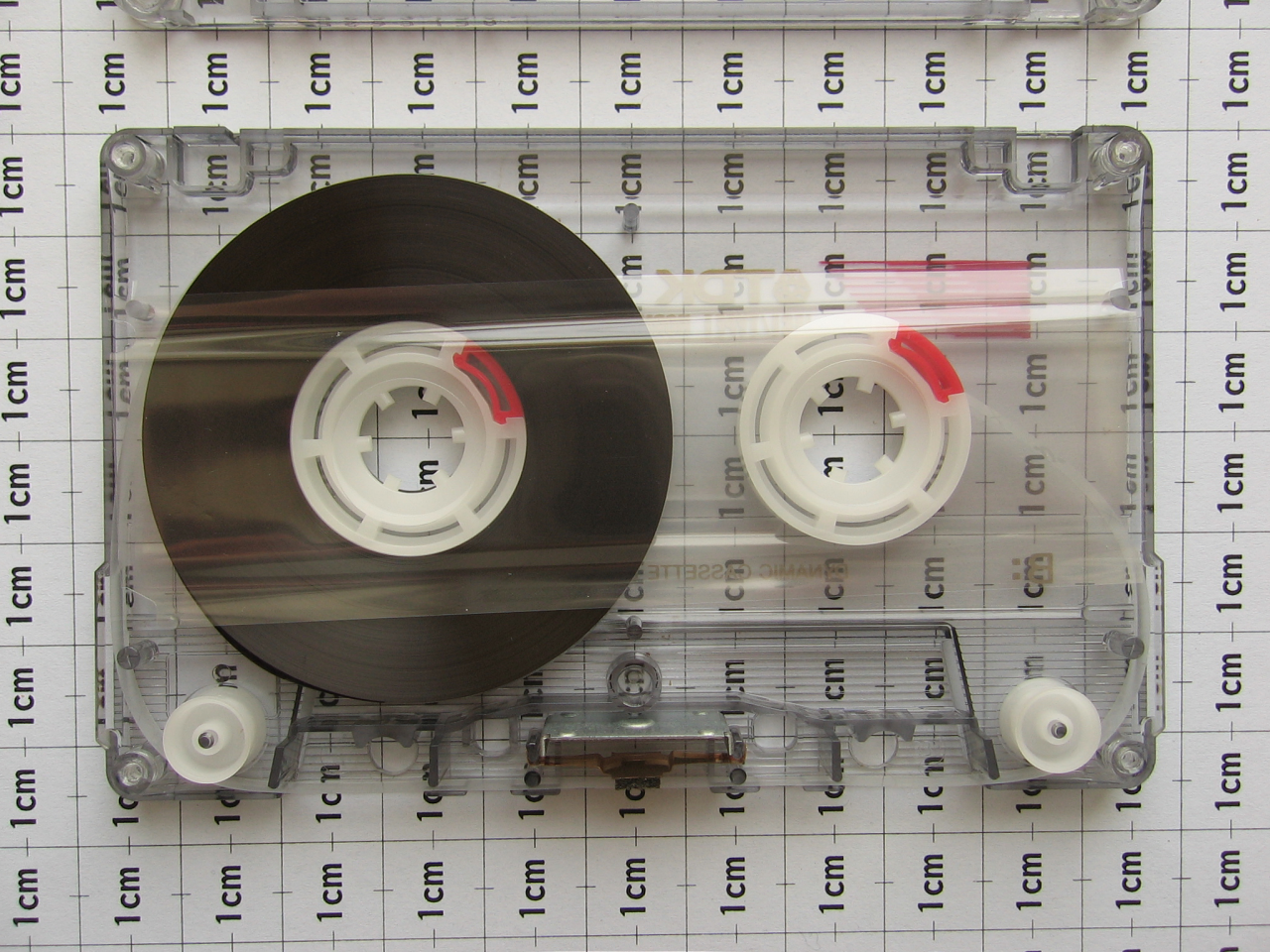
Nyitott kazettatest
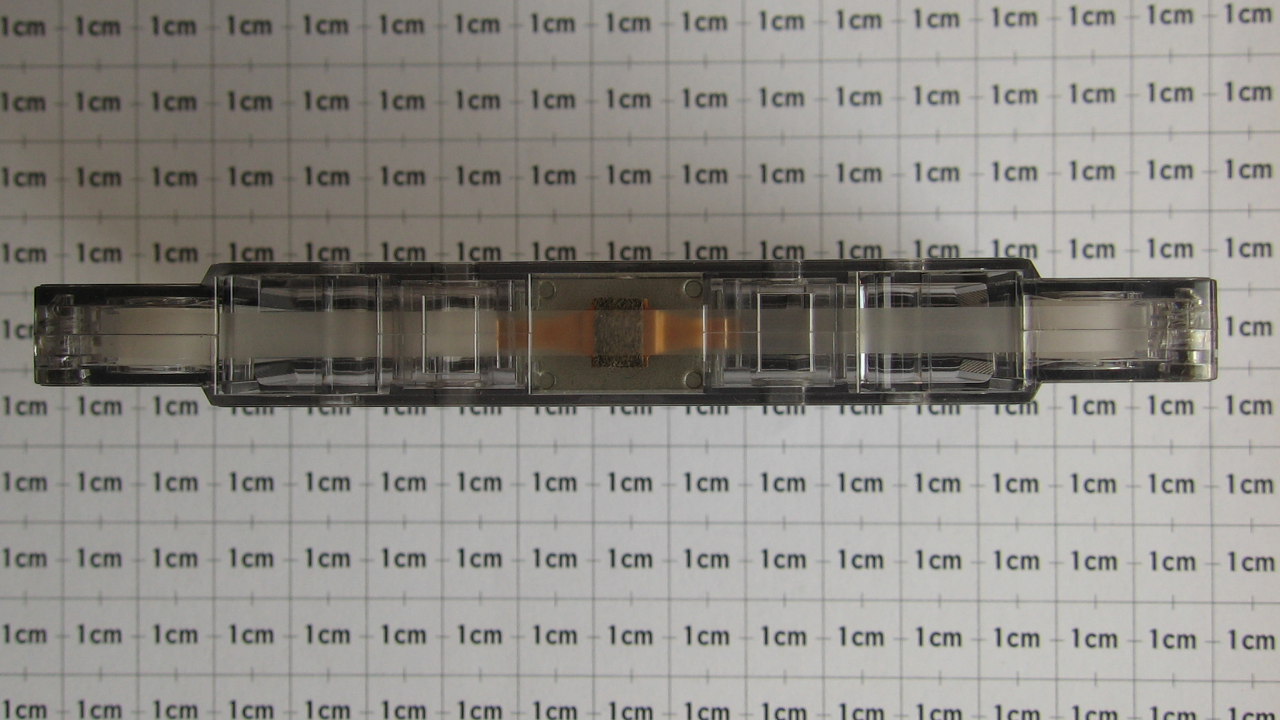
Szalagoldal
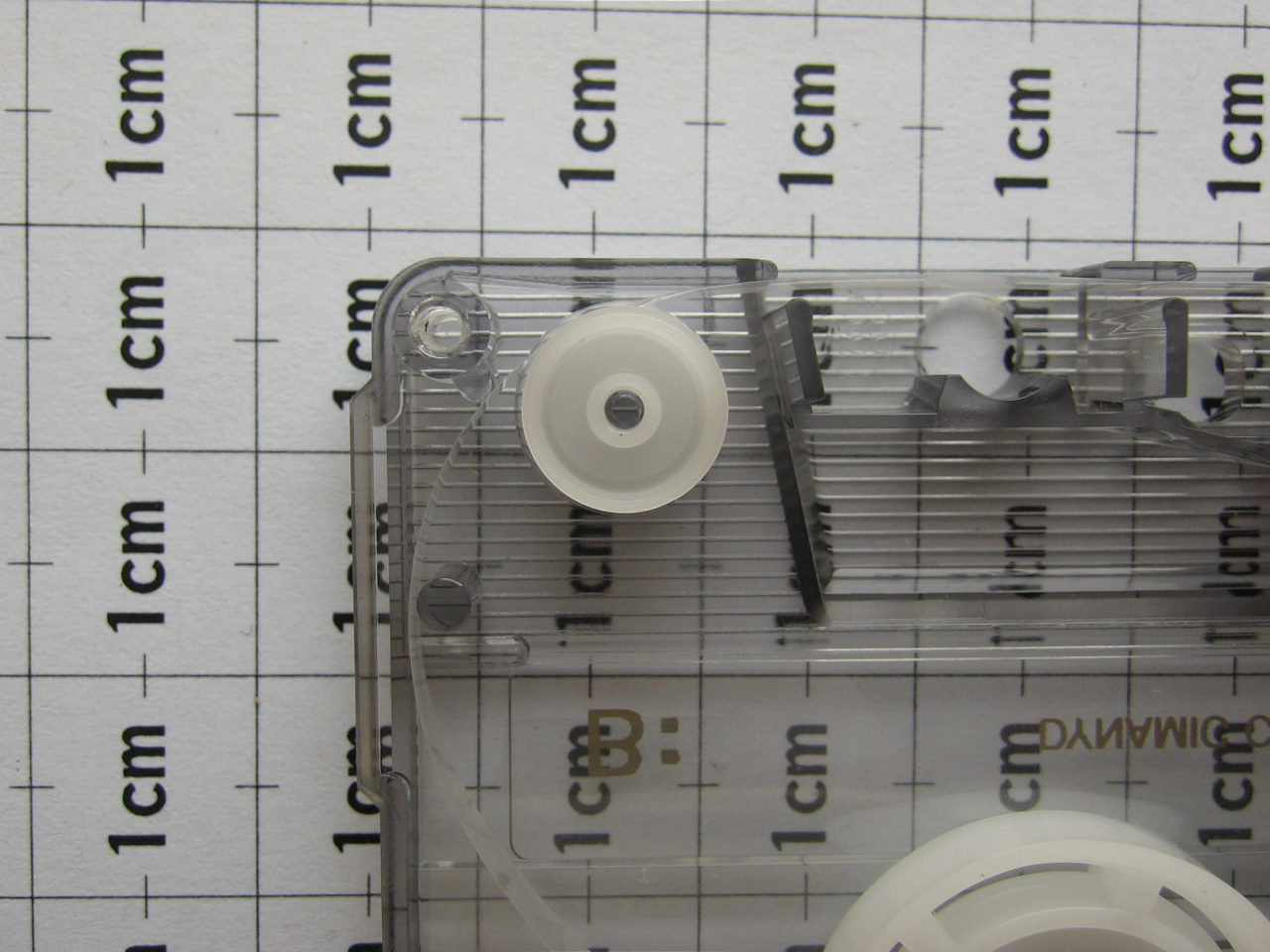
Belső terelőhenger
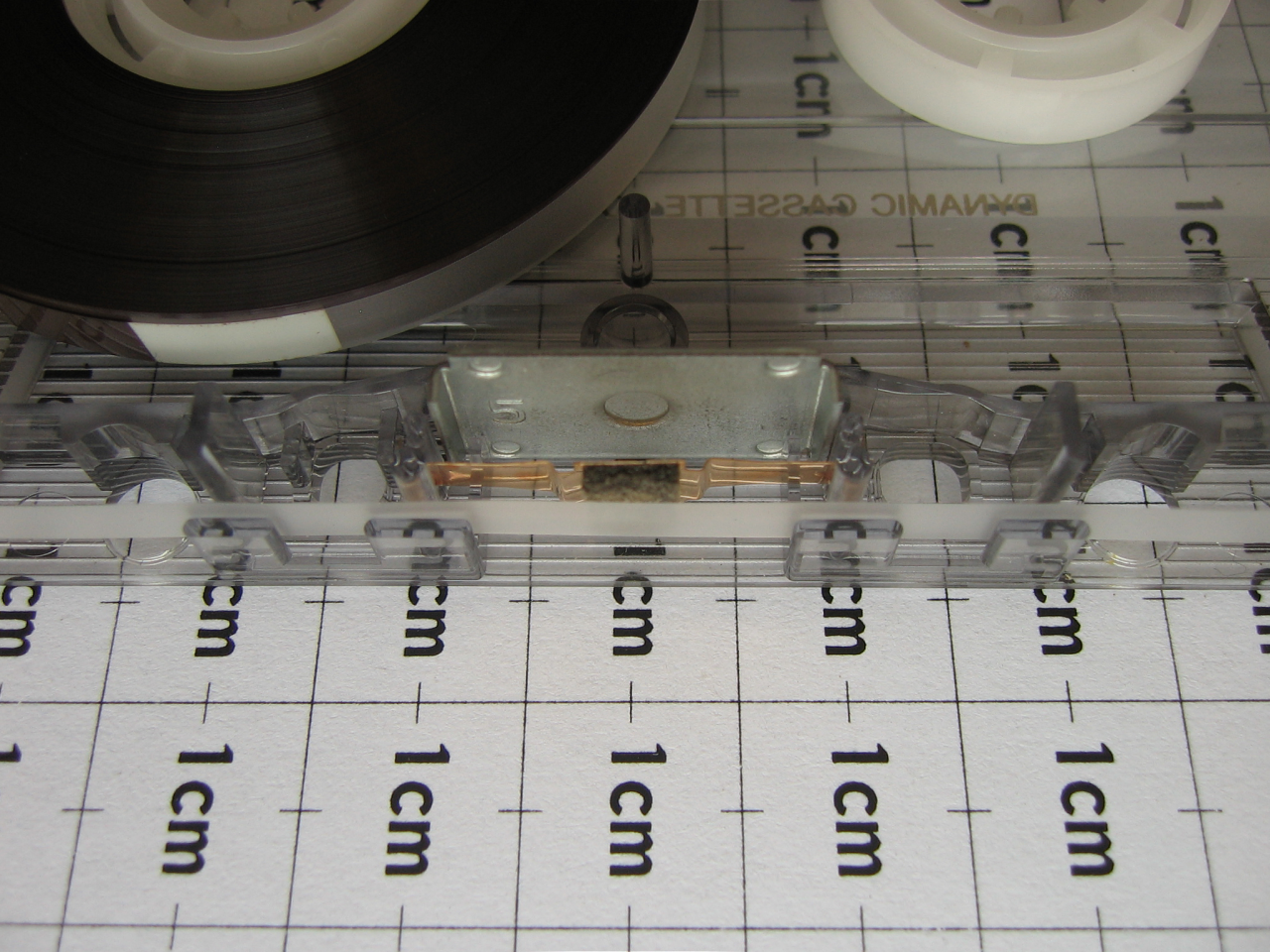
Közeli részlet
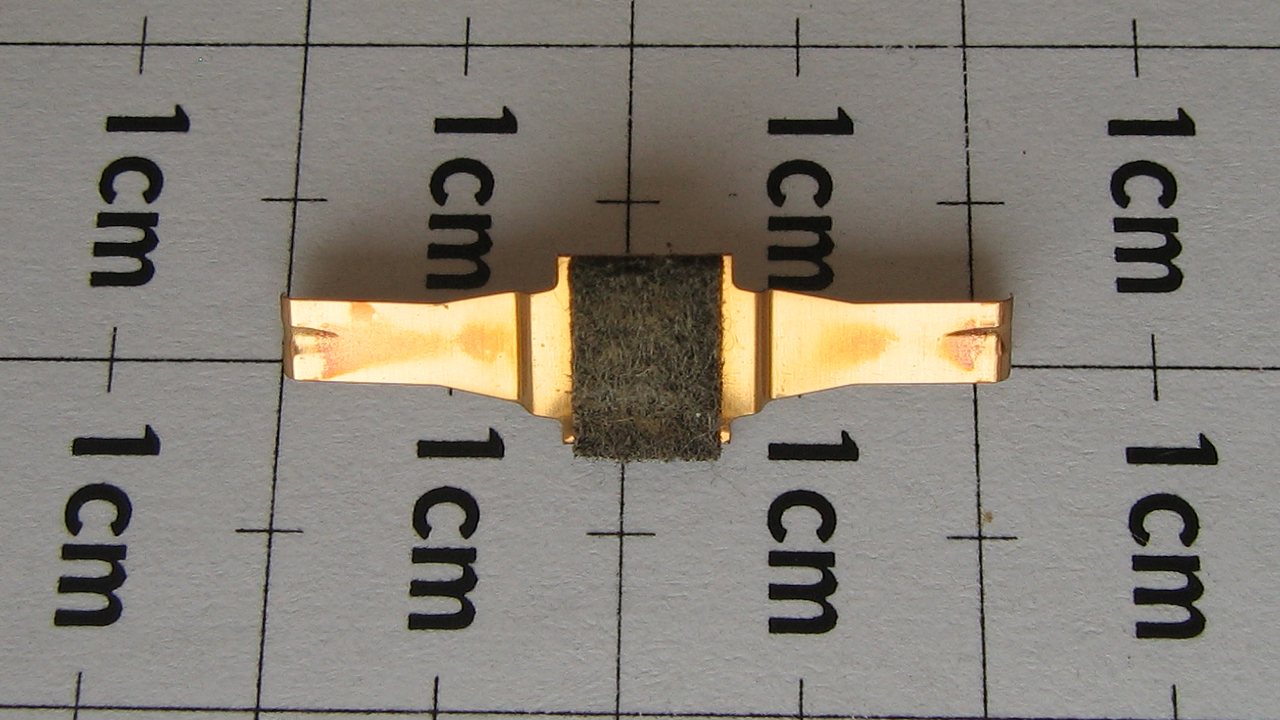
Szalagnyomó lapocska
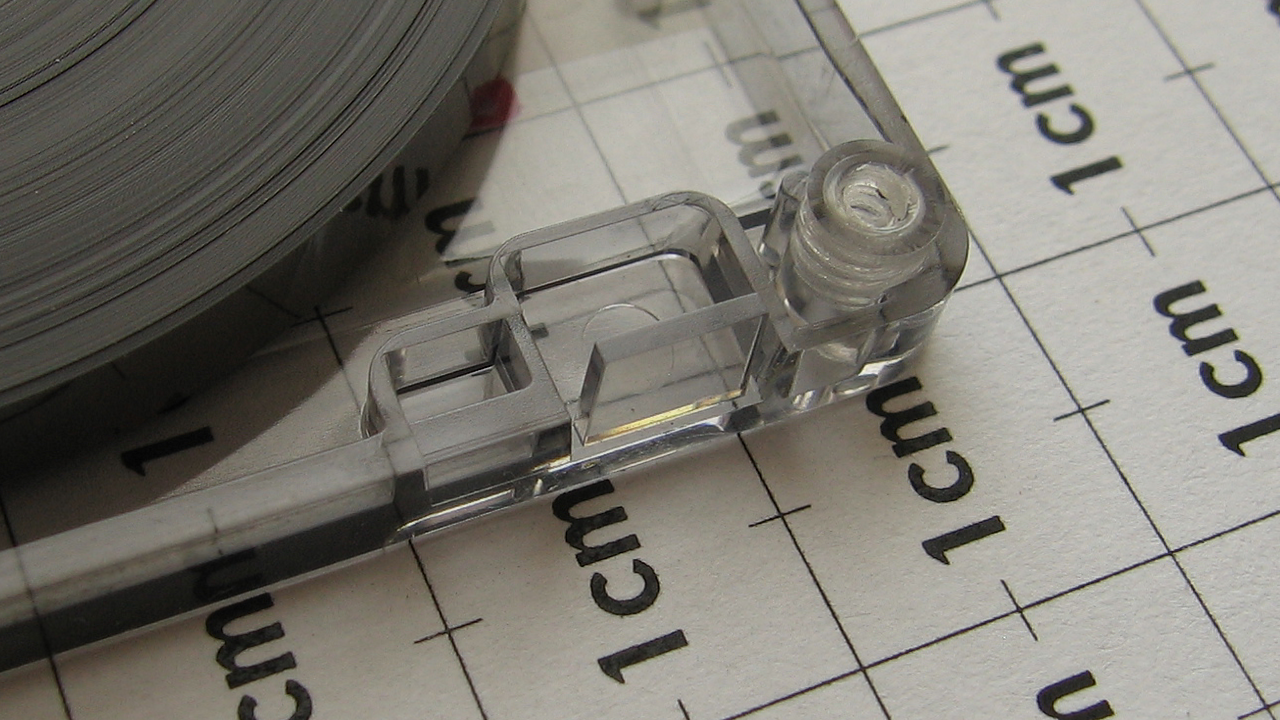
Másolásvédelmi fül

## A rendszer előnyei
A Compact Cassette volt az első olyan hangrögzítési és szalagtárolási rendszer, amely kis méretű volt, a rögzített zene ezután utcán, autóban, utazás alatt is könnyen hallgatható volt. A kazettának köszönhetően megjelenhettek a hordozható magnók, autósmagnók, diktafonok, később a walkmanek. Noha minősége meg sem közelítette a komolyabb szalagos magnókét, rugalmassága és könnyen kezelhetősége miatt forradalmasította a zenehallgatást és -rögzítést. 
A legjobb minőségű kazetták és komolyabb rögzítőberendezések minőségi rögzítést és zenehallgatást hoztak az otthonokba, megjelentek a kazettás deckre épülő otthoni HiFi-rendszerek.

## A rendszer hátrányai
Az alacsony szalagsebesség magasabb zajszintet eredményezett, ezeket a hangminőséget rontó zajcsökkentő eljárásokkal (pl. Dolby B, C) kellett kiszűrni, vagy a magasabb zajszintet kellett elviselni. A "bakelit" hanglemezekhez képest többnyire tompábban szólt.
A kazetták minősége a rengeteg gyártó és típus miatt szélsőségesen ingadozó volt, a kifogástalantól a használhatatlanig. A gyártók (főleg a névtelenek) sokszor hangzatos és fellengzős, de általában valós tartalom nélküli minőségi jelzőket adtak termékeiknek. (Például: "Hi Energy", "Super Ferric", "High Dynamic", "High Position", "High Bias" stb.)
A szalag vékonysága és keskenysége sérülékenységet eredményezett. Az elsőre kifogástalan kazetta sok (vagy akár egy) lejátszás után, főként a szalagot a fejhez nyomó filcre kerülő porszemek miatt összekarcolódhatott, ami a jobb/bal sávszimmetriát erősen elrontotta. A magas hangok visszaadása idővel csökkent, a zajszint nőtt. A gyártási egyenetlenségek és szalagsérülések miatt főként fejhallgatóval hallgatva apró, de igen zavaró hangkimaradások (drop out) jelentkeztek akár a legjobb kazettán is, a jelenség hangfalon kevésbé érzékelhető.

## Műsoros kazetták
A kazettás rendszer elterjedése után nem sokkal megjelentek a gyárilag készített műsoros kazetták. Zeneanyaguk az album mintájára készül, szintén két oldalra rögzítenek, a hanglemez két oldalához hasonlóan. A kazetták dobozára az eredeti albumok képe kerül. A házilagos felvételekkel szemben zeneanyagukat úgynevezett gyorsmásolási eljárással rögzítették, majd a már zeneanyagot tartalmazó szalagot utólag töltötték a házba. A műsoros kazetták minősége hullámzó volt, többnyire nem a legjobb minőségű szalagot tartalmazták. Fénykoruk kb. 1970 és 2000 között volt.
A hipszterek jóvoltából a 2010-es években a kazetták – a hanglemezekhez hasonlóan – reneszánszukat élik. 2017-ben az Egyesült Államokban 174 000 új műsoros kazettát értékesítettek.

## A Compact Cassette Magyarországon
Magyar gyártmányú hordozható készülékeket a BRG gyártott, már az 1960-as évek második felétől. Megpróbálkoztak a komolyabb, sztereó berendezések gyártásával is az 1970-es évek közepén, de két készülék után abbahagyták a gyártást. Egyszerűbb import hordozható berendezések ha nem is nagy választékban, de kaphatók voltak. 
A kazetták mellett számos egyéb formátumot megszólaltató, igényesebb zenehallgatás céljára az 1980-as évek elejétől a Videoton és Akai cégek együttműködésével többféle Akai licenc alapján gyártott Hi-fi is forgalomba került, valamint az Orion cég is előállt két saját fejlesztésű audiofil készülékkel. Ezzel párhuzamosan néhány egyéb, viszonylag komolyabb import készülék is forgalomba került az 1980-as évek elejétől.
Üres kazettákat az országban előbb a BRG, majd a Polimer cégek gyártottak, a bennük lévő szalag azonban minden esetben import volt. Minőséginek tartott import kazetták nehezebben voltak beszerezhetők.
Magyarországon 1988-ig import hanglemezek csak rendkívül szűkös választékban és korlátozott mennyiségben kerültek kereskedelmi forgalomba. A zenehallgatás alapját szükségszerűen a rádióból kazettára felvett dalok képezték. A kazettás magnó így nagyobb szerepet kapott a zenehallgatásban és gyűjtésben, mint a hanglemezekkel jól ellátott nyugati országokban.
A Magyar Hanglemezgyártó Vállalat a hazai előadók hanghordozóit a lemezek mellett 1977-től a BASF alapanyagból gyártott műsoros kazettákon is kiadta.

## Digital Compact Cassette (DCC)
A Philips és Panasonic cég az 1990-és évek közepén közös fejlesztéssel vezette be a digitális kompakt kazettát, neve DCC, Digital Compact Cassette. Mérete megegyezett a hagyományos kazettával, de csak egy oldalával lehetett a gépbe belehelyezni, a második oldal lejátszását a fej forgatásával érték el. A kellő jelsűrűség érdekében sok, vékony sávra rögzítette a digitális adatokat, melyeket utólag a belső számítógép választott szét és dolgozott fel. Minősége magasan felülmúlta az analóg kazettáét, szalagzaja elhanyagolható volt. A gép nagy biztonsággal és pontosan, de a szalag tekercselése miatt viszonylag lassan találta meg a keresett zeneszámokat. A DCC gépek a hagyományos kazettákat is lejátszották, de felvenni nem tudtak rájuk. Kisebb választékban, de műsoros kazetták is készültek. DCC felvevő és lejátszókat többek között a Philips, Technics, Grundig és a Marantz cég gyártott. A rendszer a sokkal kényelmesebb és rugalmasabb Sony féle MiniDisc rendszerrel nem bírta a versenyt, gyártását néhány év után befejezték. Nagy teljesítmény volt a szalagra digitális hangformátumot rögzíteni. Erre fejlesztették ki az MPEG-1 Audio Layer I-et használó PASC rendszert. Rögzített bitrátája 384 kbit/s. A kódolás szabadalmát eladták, majd ennek köszönhetően került tökéletesítésre a digitális forradalom során széles körben elterjedt MP3 formátum.